# سلامتک من الآه
سلامتک من الآه نام یکی از آلبوم‌های کاظم الساهر، خواننده، شاعر و آهنگساز عراقی است. این آلبوم که مشتمل بر ۹ آهنگ می‌باشد در سال ۱۹۹۴ میلادی و توسط شرکت عربستانی الخیول منتشر شد.

## آهنگ‌ها
- اختاری - ۱۴:۱۶
- سلامتک من الاه - ۷:۲۱
- منین اجیب احساس - ۴:۴۵
- موال - ۳:۰۱
- نزلت للبحر - ۴:۰۰
- یضرب الحب - ۴:۲۹
- یاساکنه حینا - ۴:۲۱
- یالحبیب یا یابا - ۶:۱۳
- یالیل - ۷:۳۵